# Філет
Філет або Філіт (дав.-гр. Φιλίτας, близько 340 до н. е. — бл. 285 до н. е.) — давньогрецький поет та граматик часів еллінізму.

## Життєпис
Про родину Філета замало відомостей. Народився на острові Кос. Здобув класичну освіту. Захопився складанням віршів. Створив поетичну школу (одним з учнів Філета був Теокріт). У 310 році до н. е. острів було захоплено Птолемеєм I.
У 297 році до н. е. на запрошення царя Філет перебрався до Александрії Єгипетської, де став учителем спадкоємця трону Птолемея. Крім того давав приватні уроки, зокрема Зенодоту. Наприкінці 290-х або на початку 280-х років до н. е. повернувся до Косу, де очолив групу інтелектуалів. тут його учнями стали Гермесіанакт та Арат. Помер приблизно у 285 році до н. е.

## Творчість
Досяг успіхів у граматиці, який приділяв увагу поряд з поезією. Філет був автором словника рідкісних слів, місцевих діалектів та технічних термінів. Втім з цієї праці на тепер збереглося лише декілька уривків. Займався вивчення творчості Гомера, пояснюючи вислови, що використовувалися в «Одіссеї» та «Іліаді».
З поезії Філета відомо про 4 твори: «Деметра» (елегія у вигляді двовірша), «Гермес» (писано гексаметром, мав структуру гімну), «Іграшки» (епіграми еротичного змісту), «Телеф».